# Malavan Anzali
Der Malavan Bandar Anzali Football Club (persisch باشگاه فوتبال ملوان بندر انزلى) ist ein iranischer Fußballverein aus Bandar Anzali.

## Geschichte
Malavan Anzali wurde 1968 gegründet. Der Klub ist aufgrund seiner erfolgreichen Jugendarbeit bekannt. Bemerkenswert ist die Tatsache, dass seit Gründung bis vor einem Jahr nur drei Trainer (Bahman Salehnia, Nosrat Irandoost und Mohammad Ahmadzadeh) diesen Fußballklub durch die Spielzeiten geführt haben.
Eigentümer und Hauptsponsor des Fußballvereins aus Bandar Anzali ist die iranische Marine.
In der Saison 2015/16 belegte Malavan lediglich den 14. Platz und stieg dadurch in die Azadegan League ab. Nach sechs Spielzeiten in der zweiten Liga konnte der Klub in der Saison 2021/22 mit Trainer Maziar Zare den ersten Platz erreichen und stieg wieder in die Persian Gulf Pro League auf.

## Erfolge
- Iranischer Pokalsieger: 1975/76, 1986/87, 1989/90
- Iranischer Pokalfinalist: 1987/88, 1988/89, 1990/91, 2010/11

## Bekannte Spieler
- Mohammad Ahmadzadeh
- Aziz Espandar
- Mohammad Ghadirbahri
- Sirous Ghayeghran
- Mohsen Giahi
- Mohammad Habibi
- Ghafour Jahani
- Ali Niakani
- Aref Mohammadvand
- Pejman Nouri
- Farhad Pourgholami
- Ahmad Jamshidian
- Maziar Zare
- Jalal Hosseini
- Saied Salarzadeh
- Javad Shirzad
- Jalal Rafkhaie
- Pouya Nozhati